# 동인천역
동인천역(東仁川驛, Dongincheon station)은 인천광역시 중구 인현동에 있는 수도권 전철 1호선의 철도역이다. 심야에 급행 2편성이 주박한다.

## 개요
본래 역명은 축현역(杻峴驛)이었는데 이는 당시 역 주변에 한성으로 가는 고갯길인 싸리재가 유명했는데 싸리재를 한자 이름으로 바꾼 축현(杻峴)을 역이름으로 사용하였다. 이후 역명이 어렵다고 하여 1926년에 공모를 통해 "종착역인 인천역과 인천부의 위쪽에 있다"고 하여 상인천역(上仁川驛)이 되었다. 그러다 광복 후 일본인에 의해 붙여진 이름이 싫다는 여론에 의하여 축현역으로 잠시 환원되었다가 다시 "인천역과 인천부의 동(東)쪽에 있다"고 하여 동인천역이라는 역명이 붙었으며, 행정 구역상 동구와 중구의 경계에 위치하고 있다. 행정구역 관청인 동구를 직접적으로 의미하지는 않으며 동구청은 도원역에서 가깝다.
구한말 인천부 지역의 동쪽에 있어서 이 일대를 동인천이라고 불려 동인천역이라 명명되었으나, 현재의 인천광역시 행정 구역상으로는 오히려 서부 지역에 있다고 보아야 한다. 그러나 이 일대는 통상적으로 '동인천'이라 지칭되며, 인근에는 천주교 인천교구 주교좌 답동성당, 대한성공회 내동성당이나 신포시장, 대한서림, 애관극장, 초기 감리교회인 내리교회 등 다소 오래된 구시가지가 있다. 특히 자유공원과 신포동 일원에는 구한말 일제강점기 개화기 유적들이 많이 분포되어 있다.
남부역 앞(신포동 방향)은 역 남광장을 중심으로 답동사거리까지 지하상가를 중심으로 상권이 형성되어 있고, 북부역 앞(송현동 방향)은 창영동 배다리 인근까지 중앙시장(일명 양키시장)과 송현시장 등 재래시장이 형성되어 있다. 그러나, 1999년 인현동 호프집 화재 참사로 인하여 남부역 일대 상권이 많이 위축되어 있고, 북부역 상권 역시 동인천역 역세권 일대 재개발로 인해 최근 중앙시장이 철거되고 있어 상업 지역에서 주거 지역으로 변화하고 있는 상황이다. 그러한 이유로 상권은 현재 같은 노선의 주안역이나 인천 도시철도 1호선과의 환승역인 부평역, 인천 도시철도 1호선의 인천터미널역 주위보다는 작은 규모로 전락하였다.
동인천역 역 건물은 1989년 문을 연 인천백화점과 연결되어 있는 민자역사이다. 인천백화점은 동인천역 일대 주민은 물론 인천시내에서 가장 번화한 백화점으로 성장하였다. 그러나 인천백화점이 IMF 구제금융사건 당시 부도를 맞고 사라진 이후 '엔조이쇼핑몰'이라는 이름으로 새로운 변화를 시도하였으나, 결국 소비자들에게 외면을 받고 문을 닫았다. 이 건물은 복합쇼핑몰 개발이 진행 중이다.
경인선 2복선 마지막 역으로, 용산 - 동인천 간 급행열차로 운행중인 열차는 이 역에서 시·종착한다. 그리고 동인천역에서 1정거장 더 건너면 인천역이 있으며, 인천역을 통해 수도권 전철 수인·분당선을 이용하여 인천 남부권, 경기 남부, 서울 강남은 물론 천안, 아산 신창역까지도 접근 가능하다. 또한 천안과 아산을 통해 다시 지방까지 기차를 이용할 수 있지만 기차를 통해 부산과 목포까지 내려오면 다시 여객선을 이용해야 제주도는 물론 일본까지도 연결 가능하다.

## 연혁
- 1899년 9월 18일: 경인선 인천~노량진 간 개통과 함께 축현역(杻峴驛)으로 영업 개시[2][3]
- 1908년 2월: 현 위치로 역사 이전[1]
- 1926년 4월 25일: 상인천역(上仁川驛)으로 역명 변경
- 1948년 6월 1일: 축현역으로 역명 환원[4]
- 1955년 7월 1일: 동인천역(東仁川驛)으로 역명 변경[5]
- 1974년 8월 15일: 수도권 전철 운행 개시
- 1989년 4월 10일: 민자역사 준공
- 2005년 12월 21일: 1호선 경인선 구간 급행 연장 운행
- 2009년 12월 1일: 철도승차권 단말기 철거
- 2015년 5월 : 난간형 스크린도어 설치 완료
- 2017년 7월 7일: 1호선 경인선 구간 특급 운행 개시

## 역 주변
- 성공회 내동성당
- 송현근린공원 (수도국산 달동네 박물관)
- 자유공원
- 애관극장
- 답동성당
- 인일여자고등학교
- 인성초등학교
- 인성여자중학교
- 인성여자고등학교
- 인천정보산업고등학교
- 중구문화원 (옛 인천여자고등학교 교사(校舍))
- 인천광역시학생교육문화회관(옛 축현초등학교 자리)

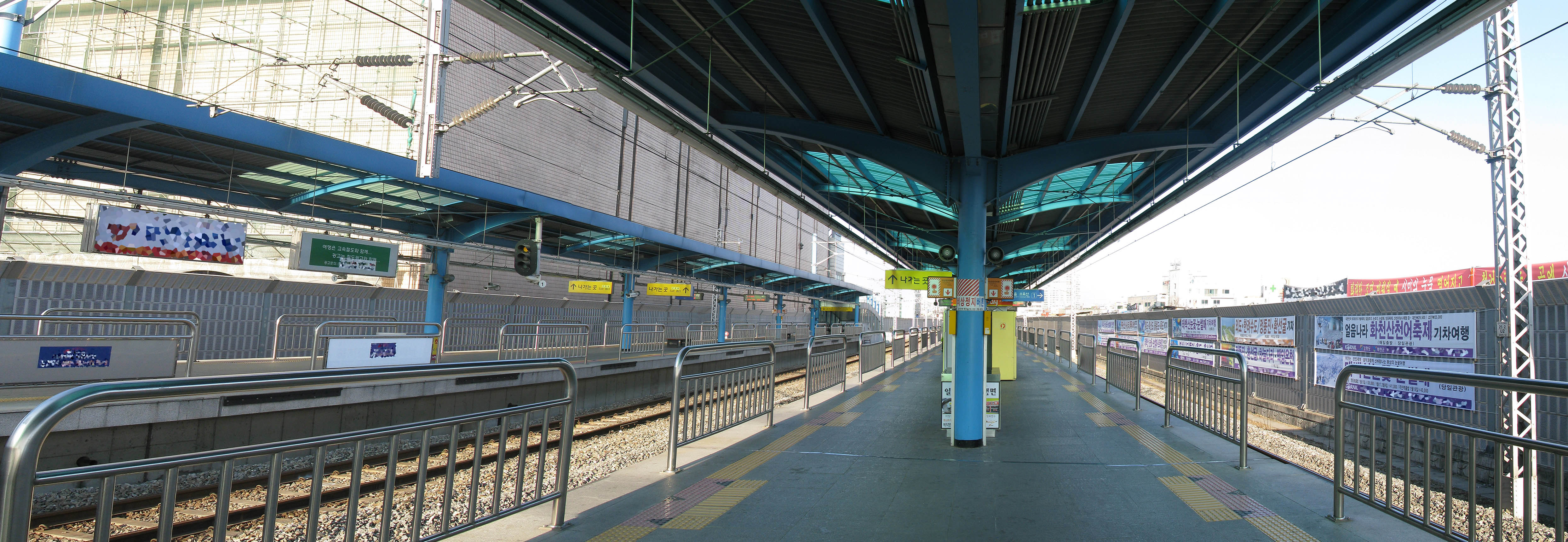
서울 방면 승강장 (스크린도어 설치 전)

- 화평동 냉면골목
- 인현동 삼치골목
- 송현동 순대골목
- 인천 중앙시장 (양키시장)
- 창영동 배다리 헌책방거리
- 송현시장
- 축현치안센터
- 내리교회
- 화도진도서관
- 신포시장
- 대한서림
- 수도권 전철 수인·분당선 신포역

## 역 구조

### 승강장
2면 4선의 쌍섬식 승강장이며, 안쪽 승강장은 1호선 용산-동인천간 급행이 시·종착하는 용도로 쓰이며, 바깥쪽 승강장은 1호선 완행이 운행한다. 스크린도어가 설치되어 있다. 출구는 4개이다.

### 배선도
동인천역과 경인선의 배선도는 다음과 같다. 경인선 복복선 구간은 동인천역에서 종료되며 용산-동인천 간 급행, 특급열차도 이 역에서 시·종착한다.

| ↑도원           |
| １２ \| ３４ \| |
| 인천↓           |

| 1 | ● 수도권 전철 1호선 | 부천 · 구로 · 용산 · 광운대 · 의정부 · 연천 방면 |
| 2 | ● 수도권 전철 1호선 | 제물포 · 주안 · 구로 · 용산 방면 (급행•특급)     |
| 3 | ● 수도권 전철 1호선 | 당역 종착 (급행•특급)                            |
| 4 | ● 수도권 전철 1호선 | 인천 방면                                        |

## 이용객 변동
| 노선  | 노선 | 일평균 인원수 (명/일) | 일평균 인원수 (명/일) | 일평균 인원수 (명/일) | 일평균 인원수 (명/일) | 일평균 인원수 (명/일) | 일평균 인원수 (명/일) | 일평균 인원수 (명/일) | 일평균 인원수 (명/일) | 일평균 인원수 (명/일) | 일평균 인원수 (명/일) | 일평균 인원수 (명/일) | 각주  |
| 노선  | 노선 | 2000년                | 2001년                | 2002년                | 2003년                | 2004년                | 2005년                | 2006년                | 2007년                | 2008년                | 2009년                | 2010년                | 각주  |
| ----- | ---- | --------------------- | --------------------- | --------------------- | --------------------- | --------------------- | --------------------- | --------------------- | --------------------- | --------------------- | --------------------- | --------------------- | ----- |
| 1호선 | 승차 | 20,942                | 21,695                | 21,851                | 21,983                | 15,571                | 14,884                | 17,263                | 18,795                | 19,479                | 19,603                | 20,783                | [ 6 ] |
| 1호선 | 하차 | 16,755                | 19,103                | 21,972                | 22,307                | 16,011                | 15,212                | 17,676                | 17,946                | 18,249                | 18,238                | 19,454                | [ 6 ] |
| 노선  | 노선 | 일평균 인원수 (명/일) | 일평균 인원수 (명/일) | 일평균 인원수 (명/일) | 일평균 인원수 (명/일) | 일평균 인원수 (명/일) | 일평균 인원수 (명/일) | 일평균 인원수 (명/일) | 일평균 인원수 (명/일) | 일평균 인원수 (명/일) | 일평균 인원수 (명/일) | 일평균 인원수 (명/일) | 각주  |
| 노선  | 노선 | 2011년                | 2012년                | 2013년                | 2014년                | 2015년                | 2016년                | 2017년                | 2018년                | 2019년                | 2020년                | 2021년                | 각주  |
| 1호선 | 승차 | 21,235                | 21,072                | 20,859                | 20,976                | 20,520                | 19,356                | 18,444                | 17,577                | 17,254                | 11,836                | 11,847                | [ 6 ] |
| 1호선 | 하차 | 19,814                | 19,680                | 19,515                | 19,624                | 18,986                | 18,181                | 17,605                | 16,823                | 16,522                | 11,353                | 11,361                | [ 6 ] |

## 사진

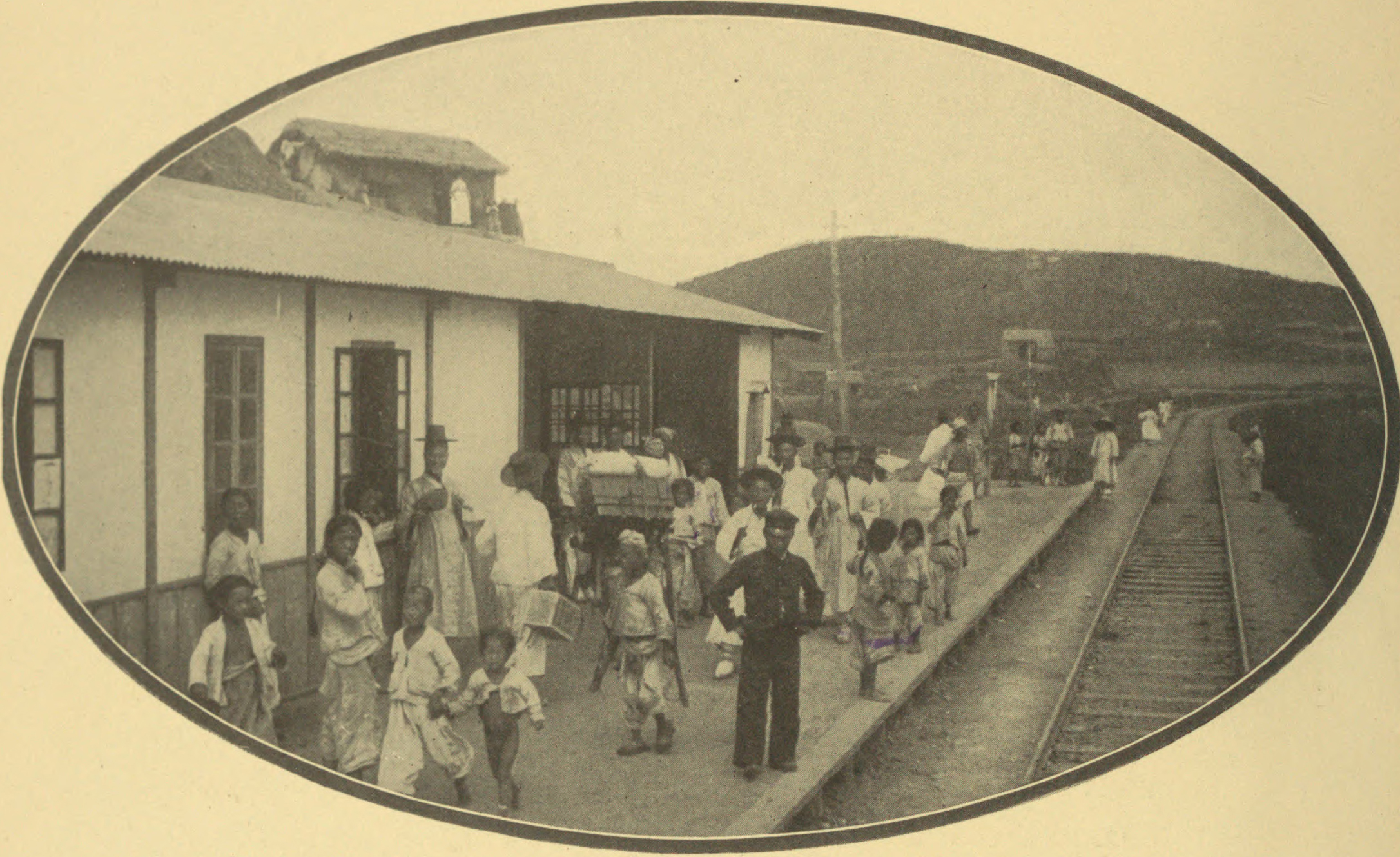
1900년대 초반의 모습
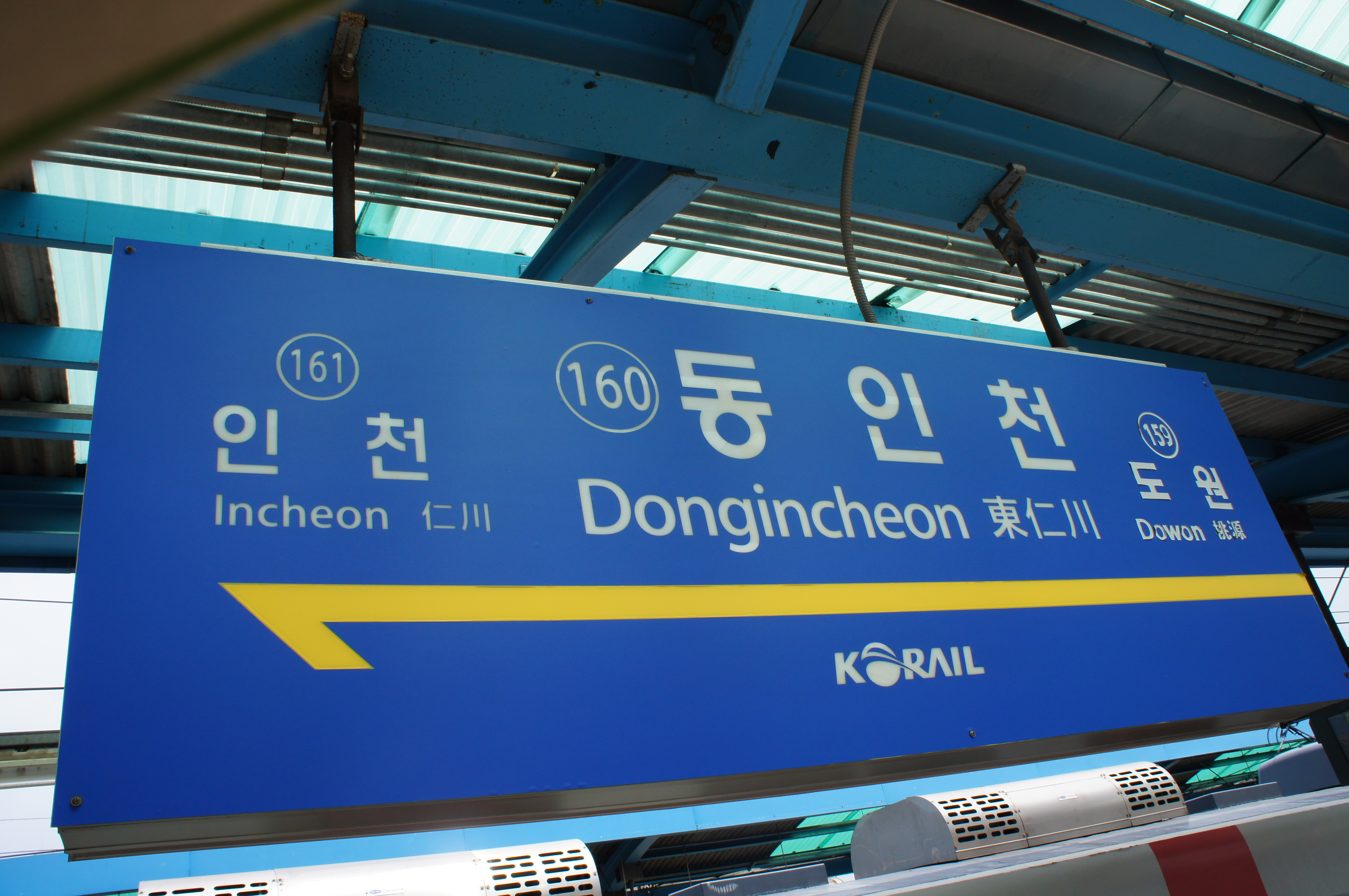
역명판 (인천 방향)
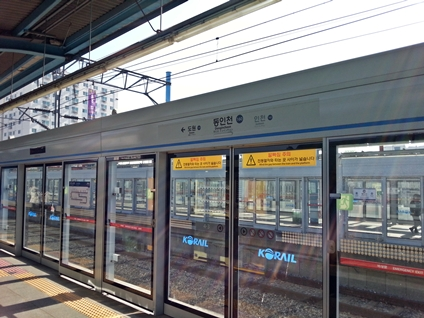
스크린도어 시설
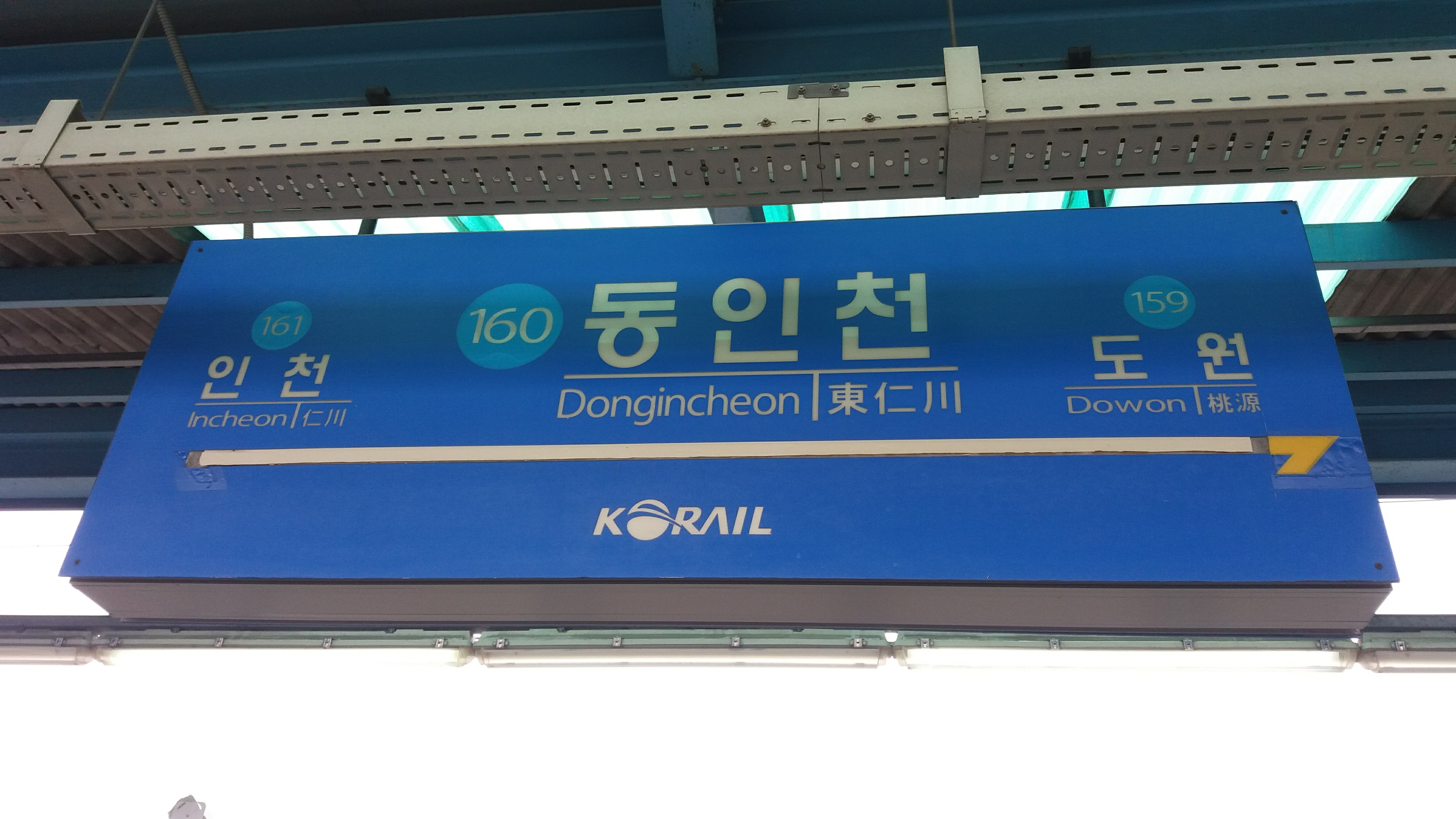
동인천역에서 부천, 구로, 서울, 소요산 방면으로 향하는 이정표를 가진 역명판

## 인접한 역
| 경인선               | 경인선                                             | 경인선        |
| -------------------- | -------------------------------------------------- | ------------- |
| 159 도원 연천 방면   | ● 수도권 전철 1호선 경원-경인선 완행 · 경원선 급행 | 161 인천 방면 |
| 158 제물포 용산 방면 | ● 수도권 전철 1호선 경인선 급행                    | 시·종착역     |
| 156 주안 용산 방면   | ● 수도권 전철 1호선 경인선 특급                    | 시·종착역     |